# العلاقات الأرجنتينية العراقية
العلاقات الأرجنتينية العراقية هي العلاقات الثنائية التي تجمع بين الأرجنتين والعراق.
لا توجد بعثات دبلوماسية متبادلة بين البلدين، فالسفارة الأرجنتينية في بغداد مغلقة منذ عام 1992، والسفارة العراقية في بوينوس آيرس مغلقة منذ عام 1993، وترعى سفارة جمهورية العراق في البرازيل شؤون الجالية العراقية في الأرجنتين.

## مقارنة بين البلدين
هذه مقارنة عامة ومرجعية للدولتين:
| وجه المقارنة                                              | الأرجنتين       | العراق                       |
| --------------------------------------------------------- | --------------- | ---------------------------- |
| المساحة (كم2)                                             | 2.78 مليون      | 437.07 ألف                   |
| عدد السكان (نسمة)                                         | 44.27 مليون     | 43,32 مليون                  |
| الكثافة السكانية (ن./كم²)                                 | 15.92           | 82,7                         |
| العاصمة                                                   | بوينس آيرس      | بغداد                        |
| اللغة الرسمية                                             | اللغة الإسبانية | اللغة العربية، اللغة الكردية |
| العملة                                                    | بيزو أرجنتيني   | دينار عراقي                  |
| الناتج المحلي الإجمالي (بليون دولار)                      | 637.59 مليار    | 512,926 مليار                |
| الناتج المحلي الإجمالي (تعادل القوة الشرائية) بليون دولار | 883.02 مليار    | 648,18 مليار                 |
| الناتج المحلي الإجمالي الاسمي للفرد دولار أمريكي          | 13.43 ألف       | 4.94 ألف                     |
| الناتج المحلي الإجمالي للفرد دولار أمريكي                 |                 | $12,141                      |
| مؤشر التنمية البشرية                                      | 0.827           | 0.654                        |
| رمز المكالمات الدولي                                      | +54             | +964                         |
| رمز الإنترنت                                              | .ar             | .iq                          |
| المنطقة الزمنية                                           | 00              | ت ع م+03:00، ت ع م+04:00     |

## منظمات دولية مشتركة
يشترك البلدان في عضوية مجموعة من المنظمات الدولية، منها:
| علم المنظمة | اسم المنظمة                        | تاريخ انضمام الأرجنتين | تاريخ انضمام العراق |
| ----------- | ---------------------------------- | ---------------------- | ------------------- |
|             | مؤسسة التنمية الدولية              | 3 أغسطس 1962           | 29 ديسمبر 1960      |
|             | مؤسسة التمويل الدولية              | 13 أكتوبر 1959         | 27 ديسمبر 1956      |
|             | منظمة حظر الأسلحة الكيميائية       | ?                      | ?                   |
|             | الأمم المتحدة                      | 24 أكتوبر 1945         | 21 ديسمبر 1945      |
|             | الاتحاد الدولي للاتصالات           | 1889                   | 12 نوفمبر 1928      |
|             | منظمة الشرطة الجنائية الدولية      | ?                      | ?                   |
|             | البنك الدولي للإنشاء والتعمير      | 20 سبتمبر 1956         | 27 ديسمبر 1945      |
|             | الاتحاد البريدي العالمي            | ?                      | ?                   |
|             | وكالة ضمان الاستثمار متعدد الأطراف | 11 فبراير 1992         | 6 أكتوبر 2008       |
|             | يونسكو                             | 15 سبتمبر 1948         | 21 أكتوبر 1948      |

## وصلات خارجية
- موقع وزارة الخارجية الأرجنتينية
- موقع وزارة الخارجية العراقية